# Melinaea mnasias
Melinaea mnasias är en fjärilsart som beskrevs av William Chapman Hewitson 1855. Melinaea mnasias ingår i släktet Melinaea och familjen praktfjärilar. Inga underarter finns listade i Catalogue of Life.

## Bildgalleri

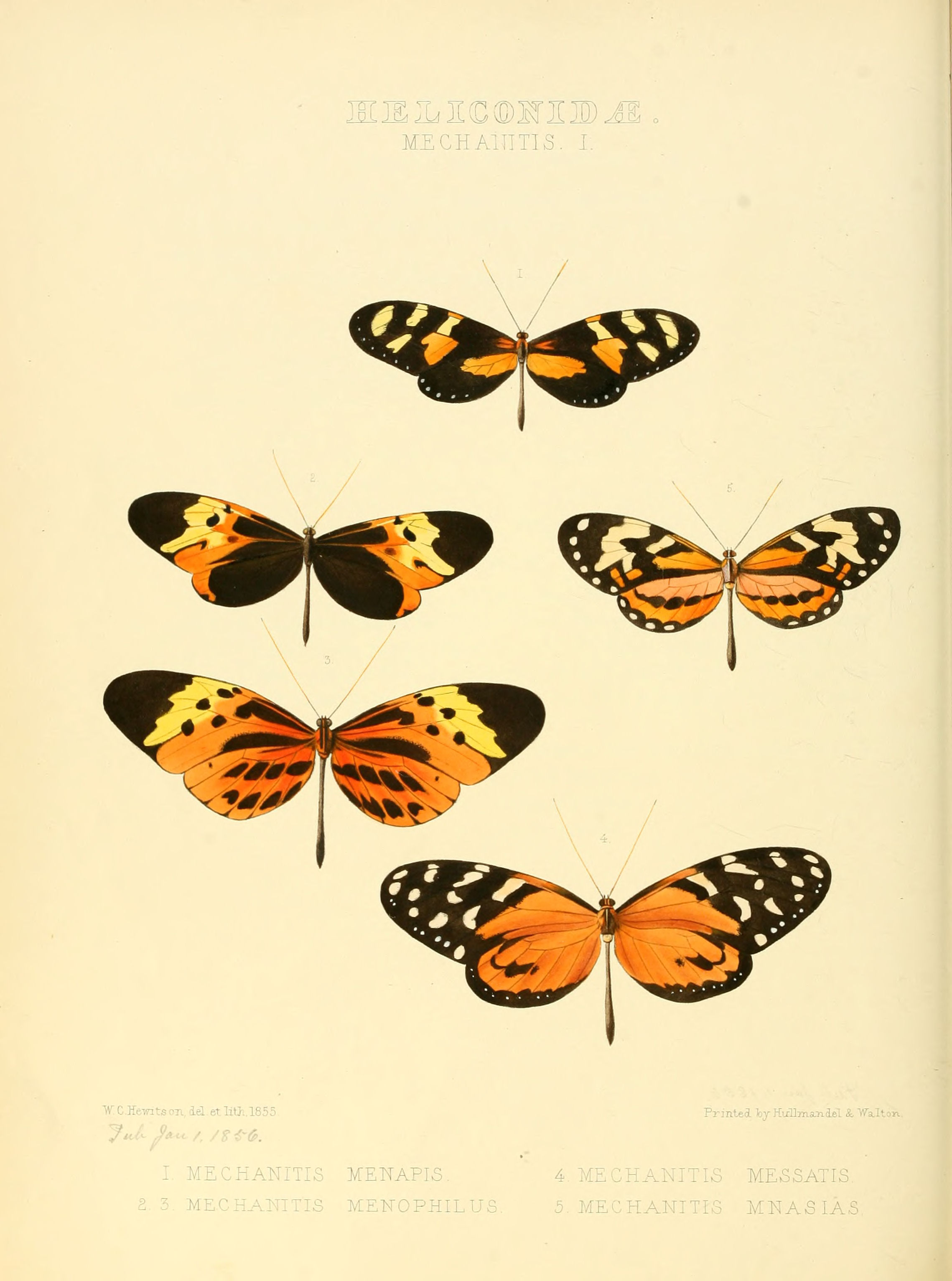